# La Croisade contre le bruit
Pour plus de détails, voir Fiche technique et Distribution.
La Croisade contre le bruit (Schneider's Anti-Noise Crusade) est un film muet américain réalisé par D. W. Griffith, sorti en 1909.

## Synopsis
Un écrivain cherche le calme pour pouvoir travailler. Deux voleurs l'y aideront...

## Fiche technique
- Titre : La Croisade contre le bruit
- Titre original : Schneider's Anti-Noise Crusade
- Réalisation et scénario : D. W. Griffith
- Société de production et de distribution : American Mutoscope and Biograph Company[1]
- Photographie : Arthur Marvin et G. W. Bitzer
- Pays :  États-Unis
- Format[2] : Noir et blanc - Muet - 1,33:1[3] ou 1,37:1[4] - 35 mm[3],[4]
- Longueur de pellicule : 556 pieds (169 mètres[3])
- Durée : 6 minutes (à 16 images par seconde)
- Genre : Comédie[2]
- Date de sortie : 8 avril 1909

## Distribution
Les noms des personnages proviennent de l'Internet Movie Database.
- John R. Cumpson : monsieur Schneider
- Florence Lawrence : madame Schneider
- Anita Hendrie : Lena
- Arthur V. Johnson : le violoniste
- Owen Moore : le premier voleur
- Herbert Prior : le second voleur

## Autour du film
Les scènes du film ont été tournées les 8 et 9 mars 1909 dans le studio de la Biograph à New York.

### Source
- Jean-Loup Passek et Patrick Brion, D.W. Griffith : Le Cinéma, Paris, Cinéma/Pluriel - Centre Georges Pompidou, 1982, 216 p. (ISBN 2-86425-035-7)